# Ruhfelden
Ruhfelden ist ein Gemeindeteil der Gemeinde Aichen im schwäbischen Landkreis Günzburg (Bayern). 

## Lage
Das Dorf liegt circa einen Kilometer nördlich von Aichen und ist über die Staatsstraße 2027 zu erreichen.
Die Bebauung zwischen Aichen und Ruhfelden, entlang der Hauptstraße östlich der Zusam, wurde in den letzten Jahrzehnten geschlossen.